# Ornek
L’ornek (en tatar de Crimée : örnek) est un ensemble d'illustrations symboliques utilisées dans l'artisanat et l'art des Tatars de Crimée. Ces symboles, au nombre de trente-cinq environ, et leur savoir connexe sont inscrits en 2021 sur la liste représentative du Patrimoine culturel immatériel de l'humanité.

## Pratiques et symbolisme
Les domaines concernés sont des artisanats et arts, tels que la broderie, le tissage, la poterie, la gravure, les bijoux, la sculpture sur bois et la peinture sur verre et murale. Ce système de symboles prend en compte leur disposition, afin de former une composition narrative. Dans le tissage, les ornements sont plutôt géométriques, dans les autres métiers, plutôt floraux.
Il existe environ trente-cinq symboles.
| Objet représenté | Symbole                              |
| ---------------- | ------------------------------------ |
| Rose (fleur)     | Femme mariée                         |
| Peuplier, Cyprès | Homme adulte                         |
| Tulipe           | Jeune homme                          |
| Amande           | Femme ou fille célibataire           |
| Œillet           | Personne âgée, sagesse et expérience |

Les couleurs et la disposition (par exemple, une tulipe dans une rose est symbole d'union amoureuse) contribuent au sens, ils peuvent avoir la fonction de charme de protection.
La transmission s'effectue dans des contextes informels, comme des cours de broderies, ou plus formels, comme dans des universités
.

## Reconnaissance
En 2020, cet élément est inscrit sur une liste nationale du patrimoine culturel. Le 14 décembre 2021 se tint la seizième session de préservation du patrimoine culturel, au cours de laquelle l'ornek fut inscrit sur la liste représentative du Patrimoine culturel immatériel de l'humanité. Volodymyr Zelensky, président de l'Ukraine, s'en réjouit, évoquant la beauté de la mosaïque culturelle de son pays.